# Barbara Matera
Pour les articles homonymes, voir Matera (homonymie).
Barbara Matera, née le 9 décembre 1981 à Lucera (Italie), est une femme politique, actrice et animatrice de télévision italienne.

## Biographie
Après ses études secondaires à Lucera, Barbara Matera s'installe à Rome, où elle obtient un diplôme en sciences de l'éducation et de la formation à l'université La Sapienza de Rome.
Elle est finaliste lors de l'élection de Miss Italie en 2000.
En 2001, Barbara est membre du parti politique Forza Italia. De 2003 à 2007, elle est animatrice de la chaine Rai.
En 2003, elle participe au film Ma che colpa abbiamo noi de Carlo Verdone. 
En 2007, elle apparaît dans la mini-série TV de la Rai 1 La troisième vérité, réalisée par Stefano Reali, dans le rôle d'une journaliste. Cette même année, elle joue Francesca Rossini dans la septième saison de la série télévisée des Carabinieri, diffusée sur Canale 5, et a joué dans un épisode de la série télévisée Don Matteo (Un sacré détective) de la Rai Uno, dans le rôle de Laura.
En 2009, elle figure parmi les interprètes du téléfilm de Canale 5, Due mamme di troppo, réalisé par Antonello Grimaldi.
La même année, elle est élue au Parlement européen lors des élections européennes de 2009 sur la liste du Le Peuple de la liberté.
Elle est réélue député européen d'Italie de la 8e législature le 25 mai 2014.

## Filmographie

### Au cinéma
- 2003 : Ma che colpa abbiamo noi de Carlo Verdone

### À la télévision
- 2007 : La terza verità de Stefano Reali
- 2008 : Carabinieri, saison sept
- 2008 : Un sacré détective (Don Matteo), saison six, un épisode
- 2009 : Due mamme di troppo d'Antonello Grimaldi